# San Juan del Molinillo
San Juan del Molinillo es un municipio de España perteneciente a la provincia de Ávila, en la comunidad autónoma de Castilla y León. Cuenta con una población de 234 habitantes (INE 2024).

## Geografía
Tiene una superficie de 35,79 km² con una población de 329 habitantes y una densidad de 9,19 hab./km². El municipio formado por tres núcleos de población (Molinillo, Villarejo y Navandrinal).

## Historia
Ya en tiempos de Felipe II, en 1587, y en el denominado Censo de los Obispo, se cita a este municipio de la siguiente forma, «El lugar del Molinillo,anejo á Navaelmoral tiene otra pila bautismal y 28 vecinos y a ésta acuden y están sujetos los lugares de Villarejo, que tiene 62 vecinos, Navandrinal que tiene 34 y Espinarejo que tiene 12 vecinos, y en el Molinillo entra el barrio de Navalascuevas, y es todo un beneficio; y hay dos pilas,como va dicho, y doscientos y noventa y siete vecinos con viudas», pilas bautismales 2 y vecinos 297.
Aunque su casco urbano se encuentra ligeramente distanciado del Río Alberche se encuentra totalmente integrado en su marco histórico-geográfico.

## Demografía
San Juan del Molinillo cuenta con una población de 234 habitantes (INE 2024).
| Gráfica de evolución demográfica de San Juan del Molinillo entre 1857 y 2021 |
| |
| Población de derecho según los censos de población del INE. Población de hecho según los censos de población del INE.Entre el censo de 1857 y el anterior, aparece este municipio porque se segrega del municipio Navalmoral. |

## Economía
La economía está basada en el sector primario, siendo sus principales pilares la agricultura, la ganadería (bovina y ovina, principalmente) y la producción de vinos, aunque en los últimos años el negocio de la construcción cobra un gran interés en la localidad.

## Patrimonio

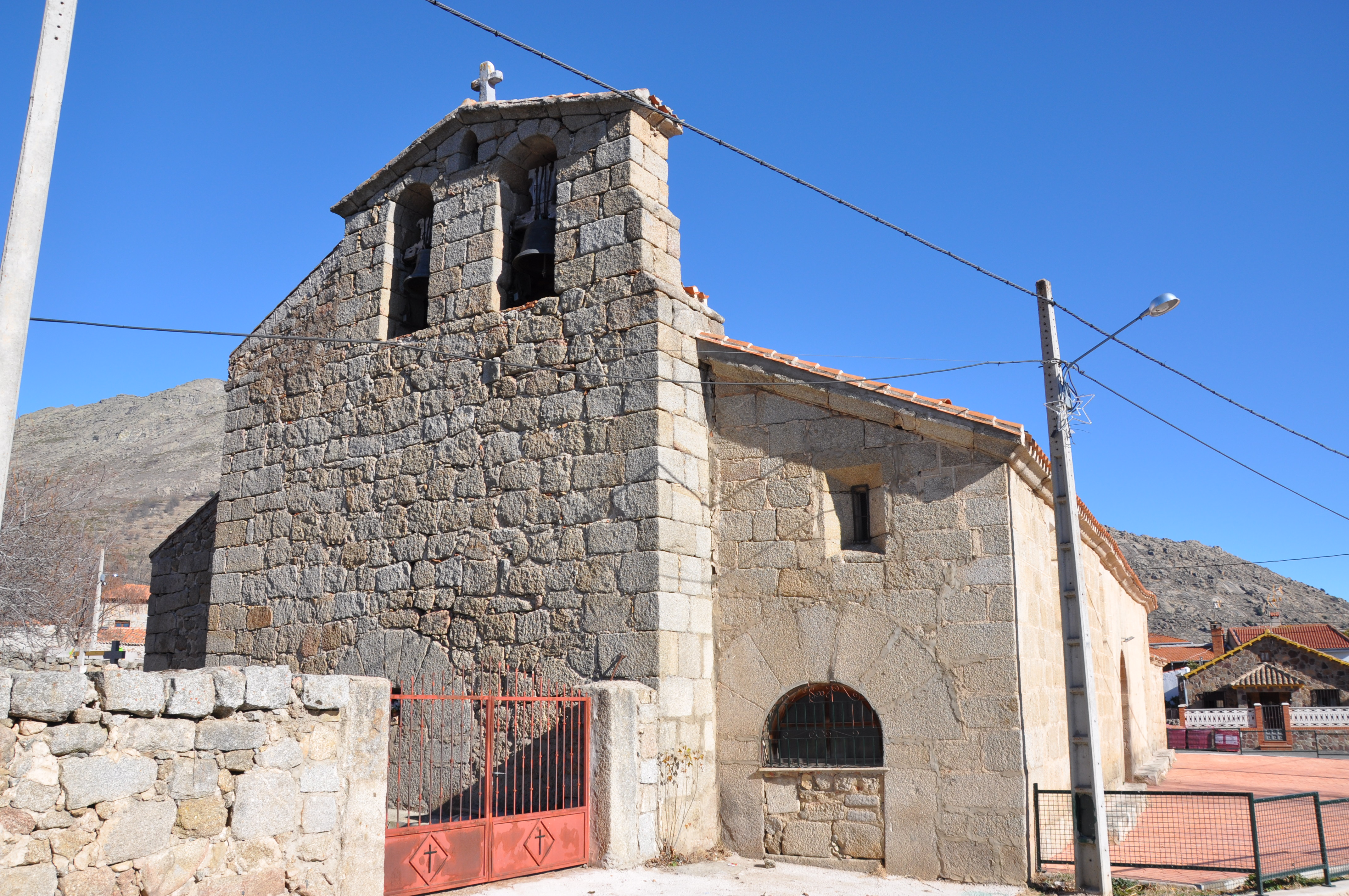
Iglesia parroquial de San Juan del Molinillo

Entre los monumentos a destacar la iglesia parroquial de San Juan del Molinillo.